# Paterson (New Jersey)
Paterson város az USA New Jersey államában. Lakosainak száma 159 732 fő (2020. április 1.).

## Népesség
A település népességének változása:
| Lakosok száma | 7596 | 11 334 | 19 586 | 33 579 | 51 031 | 78 347 | 105 171 | 125 600 | 146 199 | 159 732 |
|               | 1840 | 1850   | 1860   | 1870   | 1880   | 1890   | 1900    | 1910    | 2010    | 2020    |